# 五年条款
五年条款是日本AV人權倫理機構制定的一个旨在保护日本AV女优被遗忘权的条款，根据该条款，AV女优可向AV片商提出要求下架自己5年前发行或是5年半前拍摄的作品，且不得在以后的合集作品中收录。如果AV女优没有提出下架要求，则AV片商自动延续一年的发售权，直至AV女优提出下架要求。该条款自2018年4月1日起正式生效，虽不具有法律效力，但AV片商只有遵守此条款，才能通过AV人權倫理機構的审查认证。

## 背景
AV女优这份工作在大众的传统认知中并不是一件光彩的工作，尽管随着社会的发展，部分人对该行业有所改观，但是仍有不少AV女优在引退之后，不希望别人知道自己曾拍摄过色情影片，想要尽可能地隐藏这段历史。有的AV女优因为在现实生活中被别人辨认出曾出演过色情影片，有的AV女优因为结婚，有的AV女优因为找到了新工作，有的AV女优起初是被欺骗或强迫拍摄，有的AV女优因为该工作对现实生活造成了影响，种种原因使得他们有了行使被遗忘权的需求。AV人權倫理機構为了保护AV女优的被遗忘权，便制定了这一条款。

## 应用
自条款制定以来，有不少AV女优依据此条款，成功使片商下架了自己的作品。如2008年引退的前AV女优森下久留美在转行当作家后，发现自己的作品在成人杂志上以附件的形式发售，她认为这对自己的新生活造成了不良影响，故行使五年条款下架了自己的作品，不过她也表示自己很清楚下架作品不代表能够将所有作品的存在完全抹除，以后可能还是有可能会看到自己的作品，甚至她的孩子也有可能看到她的作品，不过她已经准备和孩子一起面对这个问题。2011年引退的苍井空在2019年临近分娩时动用五年条款，下架了自己的所有作品。2016年引退的上原亚衣的作品在2020年12月大量下架，台湾日本成人影片评论家一劍浣春秋推测这是她动用五年条款的结果。
据AV人权伦理机构的官方统计报表，2018年2月20日至2021年11月30日期间，共收到下架申请681件，涉及影片30888部，其中519件申请得以审核通过，进行了下架、删除演员名字或与片商达成协议等操作，共涉及21982部影片。未通过的申请所涉及的影片则继续贩卖。

## 评价
有观众对此条款造成的作品下架感到惋惜。有观众对此条款感到不满，指责该条款让其无法观看喜欢的旧片，有观众表示会通过下载盗版影片的方式来应对。AV评论家一劍浣春秋则表示女优下架作品是其合法权益，此条款体现了日本AV行业的进步。